# Johann Kasimir (Pfalz-Simmern)

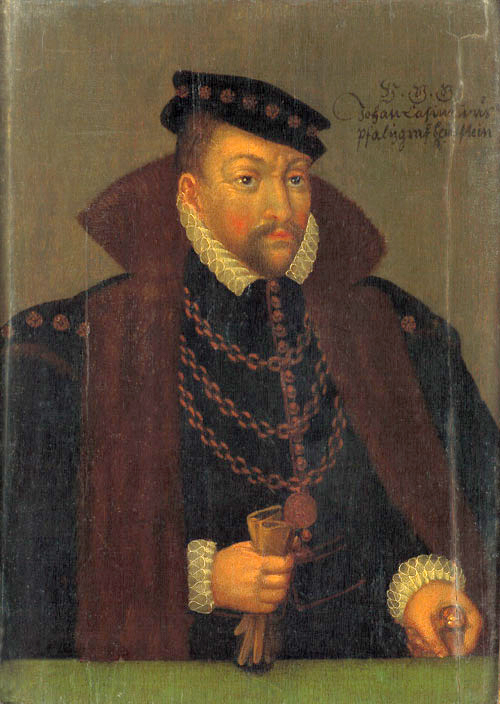
Johann Kasimir von der Pfalz, um 1590

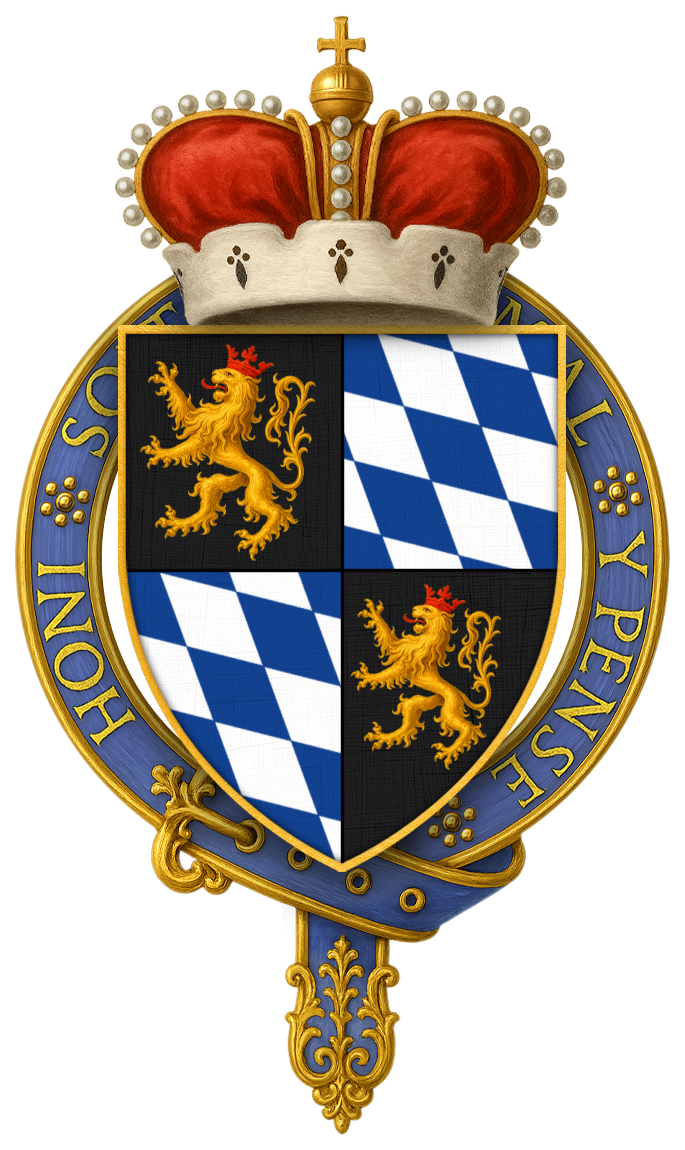
Wappen von Johann Kasimir als Ritter des Hosenbandordens

Johann Kasimir (auch Johann Casimir) von Pfalz-Simmern (* 7. März 1543 in Simmern; † 6. Januarjul. / 16. Januar 1592greg. in Heidelberg) aus der Familie der Wittelsbacher war Pfalzgraf bei Rhein, seit 1559 Landesherr von Pfalz-Lautern und von 1583 bis 1592 Administrator der Kurpfalz.

## Familie

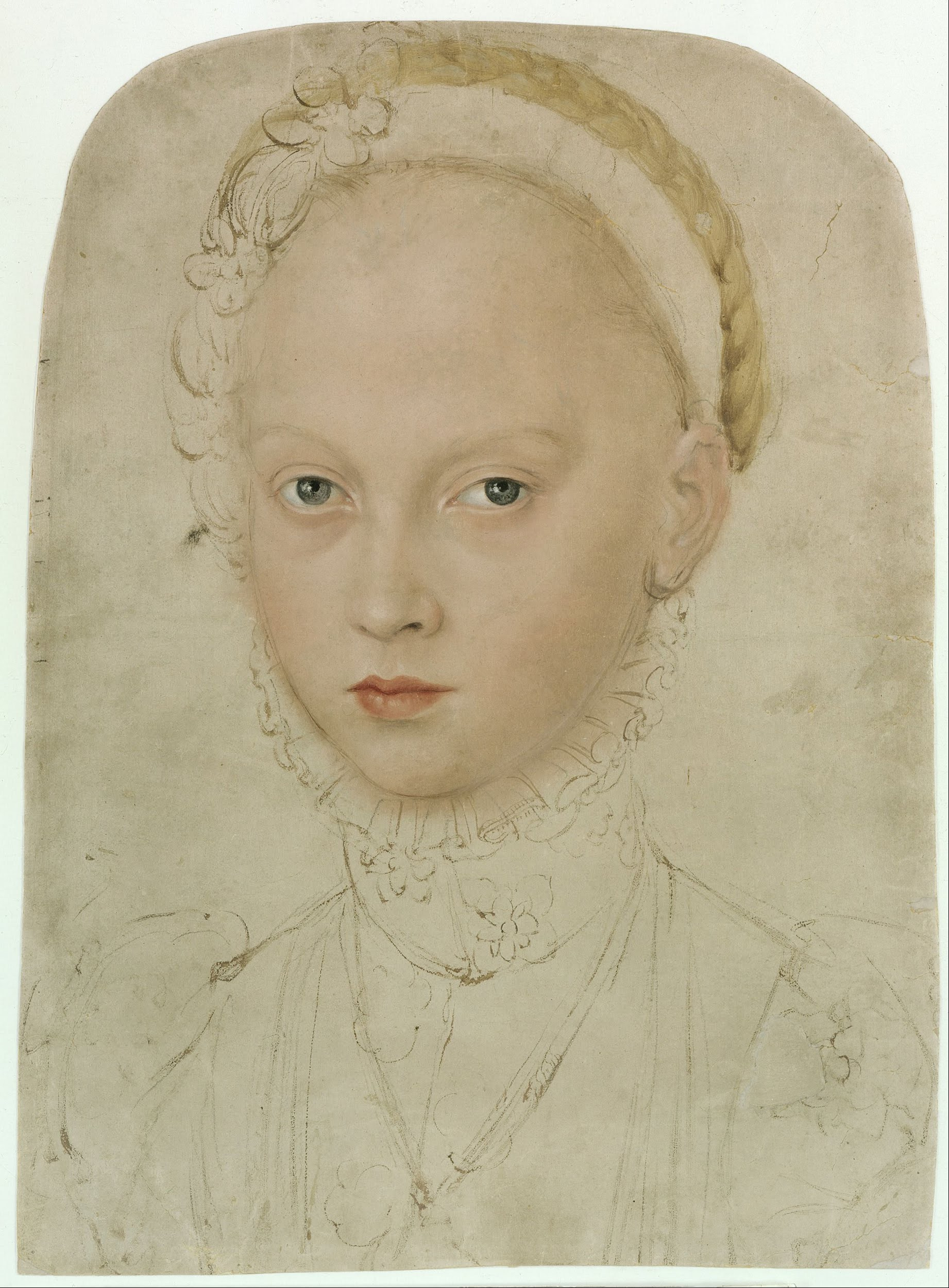
Prinzessin Elisabeth von Sachsen

Johann Kasimirs Eltern waren Kurfürst Friedrich III. von der Pfalz (1515–1576) und Marie von Brandenburg-Kulmbach (1519–1567). Johann Kasimir war der dritte Sohn des Paares und der zweite, der das Erwachsenenalter erreichte.
Mit seinem Vater verband Johann Kasimir seine religiöse und in weiten Teilen auch politische Überzeugung, weshalb Friedrich III. ihn wiederholt als seinen Lieblingssohn bezeichnete. Dies führte immer wieder zu Konflikten mit dem älteren Bruder Ludwig VI., insbesondere um die Bestimmungen des väterlichen Testaments.
Er heiratete 1570 in Heidelberg Elisabeth von Sachsen (* 18. Oktober 1552; † 2. April 1590), die Tochter des Kurfürsten August von Sachsen. Die Ehe wurde vordergründig aus politischen Motiven geschlossen. Die drei gemeinsamen Töchter, von denen die beiden ältesten im Kleinkindalter starben, waren Marie (1576–1577), Elisabeth (1578–1580) und Dorothea (1581–1631), die Johann Georg I. von Anhalt-Dessau heiratete.
1589 ließ Johann Kasimir seine Frau verhaften und unter Hausarrest stellen, indem er sie beschuldigte, sie habe die Ehe gebrochen und gegen ihn selbst ein Mordkomplott geschmiedet. Dabei scheinen auch religiöse Differenzen eine Rolle gespielt zu haben.

## Ausbildung und Regierungszeit

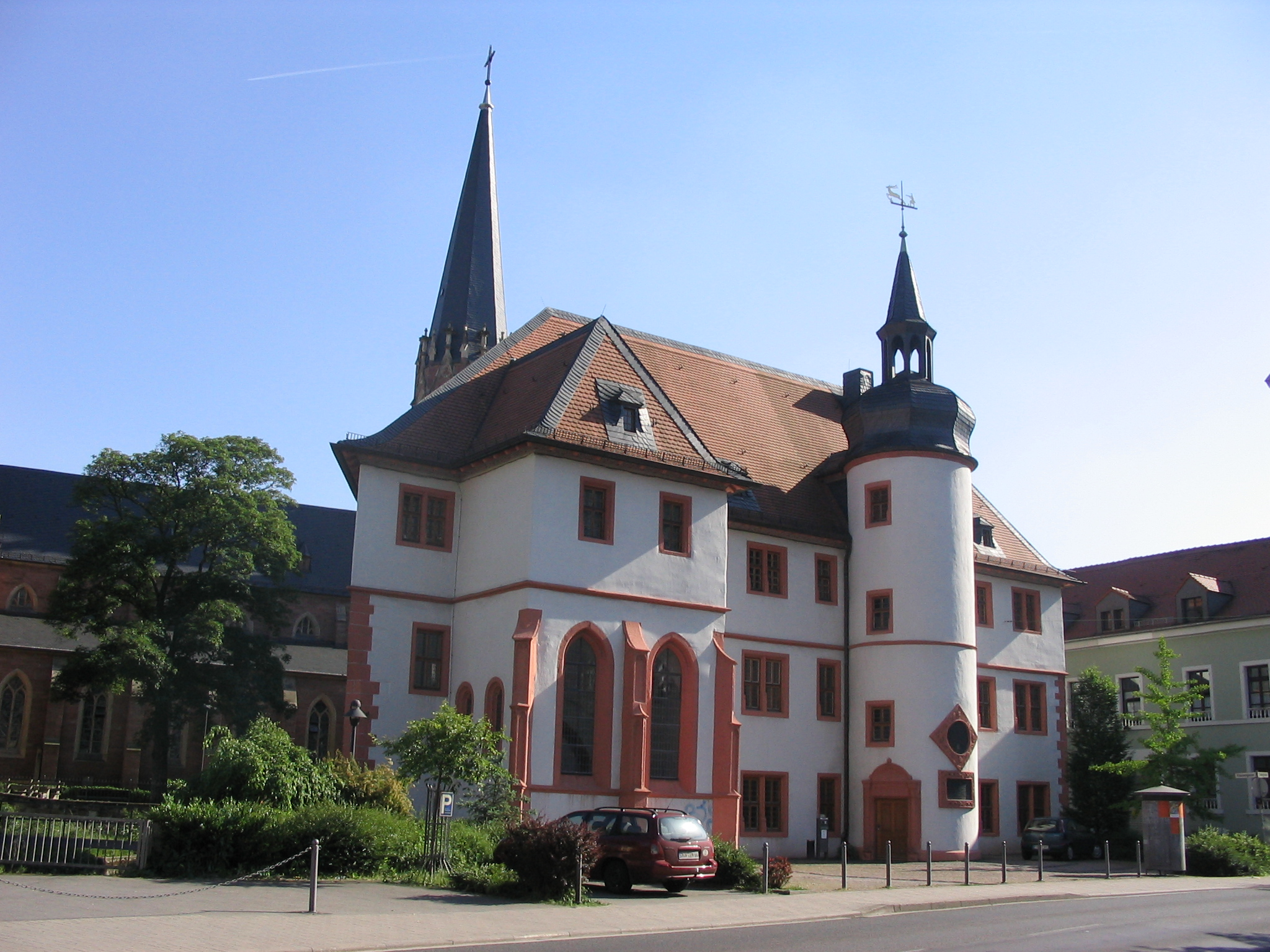
Johann Kasimirs Universitätsgründung, das Casimirianum Neustadt

Johann Kasimir wurde an den Höfen von Paris und Nancy ausgebildet. Er entschied sich für das reformierte Bekenntnis seines Vaters, während sein älterer Bruder, Kurfürst Ludwig VI., sich dem Luthertum zuwandte und diese Konfession für das Gebiet der Kurpfalz verbindlich machte.
1567 zog Johann Kasimir mit der Billigung seines Vaters Friedrich III. mit seinem Heer den französischen Hugenotten zu Hilfe. Seine übrigen ähnlichen Unternehmungen – ein zweiter Feldzug nach Frankreich (Trois-Évêchés 1575/76), der in die Niederlande gegen die Spanier (1578) und sein Eintreten für den Kurfürsten zu Köln, Gebhard I. von Waldburg – verliefen weniger glücklich.
1578 gründete Johann Kasimir in Neustadt an der Haardt, heute Neustadt an der Weinstraße, als reformierte Hochschule das nach ihm benannte Casimirianum. Er wollte damit Professoren und Studenten, die sein lutherischer Bruder Ludwig VI. wegen ihrer Konfession und ihrer Weigerung, die Konkordienformel zu unterschreiben, von der Universität Heidelberg vertrieben hatte, eine akademische Alternative bieten.
Mit dem Tod von Ludwig VI. übernahm Johann Kasimir 1583 die Vormundschaft für seinen Neffen Friedrich IV. und regierte die Pfalz de facto mit allen Kompetenzen eines Kurfürsten. Die von seinem Bruder testamentarisch eingesetzten Mit-Vormünder wusste er dabei geschickt zu umgehen. Kurzzeitig versuchte der nun ruhiger agierende Kuradministrator ein System der Bikonfessionalität durchzusetzen, bevor er 1585 eine Kirchenordnung auf Basis des Heidelberger Katechismus erließ. Weil er als Administrator der Kurpfalz – also auch an der Universität Heidelberg, wo er alle von Ludwig entlassenen Professoren wieder in ihre Ämter einsetzte – erneut das reformierte Bekenntnis installierte, büßte das Casimirianum schon nach knapp sechs Jahren seinen Hochschulstatus wieder ein.
Im Jahr 1585 versuchte Johann Kasimir ohne nachhaltigen Erfolg, die durch Erbteilungen zersplitterten Gebiete der Kurpfalz wieder zusammenzuführen. Sechs Jahre später ließ er das erste Große Fass im Heidelberger Schloss bauen, das nach ihm auch Johann-Casimir-Fass hieß. Er starb 1592 und wurde in der Heiliggeistkirche zu Heidelberg beigesetzt.

## Der Jäger aus Kurpfalz

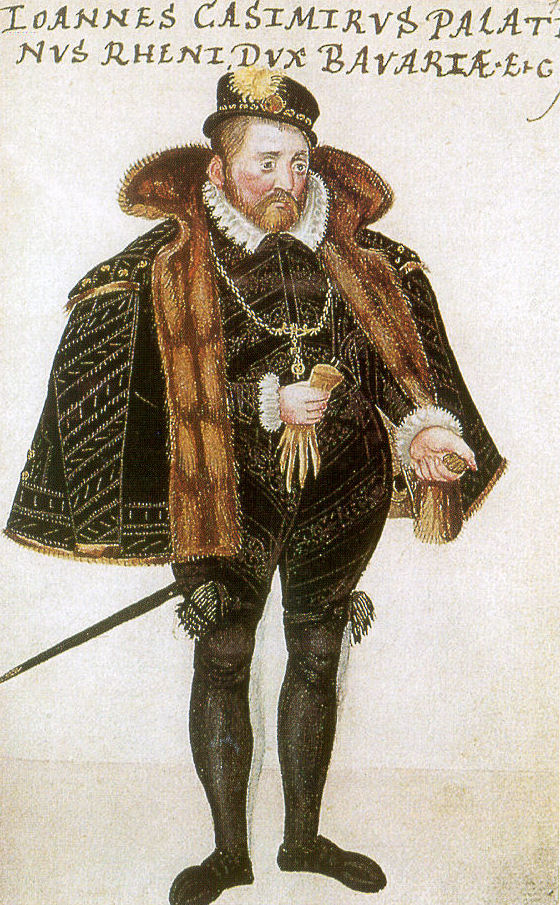
Johann Kasimir von der Pfalz im Thesaurus Picturarum

Von allen Personen, die für den im deutschen Volkslied besungenen „Jäger aus Kurpfalz“ in Frage kommen, galt Johann Kasimir lange Zeit als der wahrscheinlichste Kandidat. Dass das Lied bereits im ausgehenden 16. Jahrhundert zum Ende von Johann Kasimirs Regierungszeit entstanden sein soll, ist allerdings nicht nachgewiesen und nach neuerer Forschung nicht haltbar.